# Ellie Hoitink
Ellie Hoitink (2000) es una deportista australiana que compite en triatlón. Ganó dos medallas en el Campeonato de Oceanía de Triatlón, plata en 2023 y oro en 2024.

## Palmarés internacional
| Campeonato de Oceanía | Campeonato de Oceanía | Campeonato de Oceanía | Campeonato de Oceanía |
| Año                   | Lugar                 | Medalla               | Prueba                |
| --------------------- | --------------------- | --------------------- | --------------------- |
| 2023                  | Taupo (Nueva Zelanda) | Medalla de plata      | Relevo mixto          |
| 2024                  | Taupo (Nueva Zelanda) | Medalla de oro        | Individual            |